# Demografía de Palaos

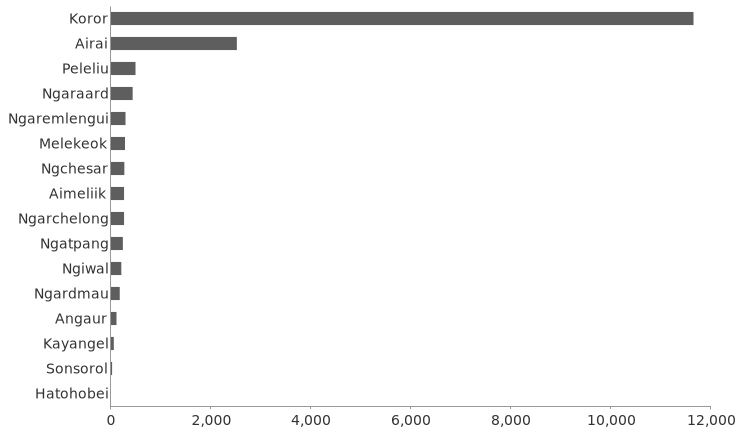
Distribución de la población de Palaos

Las características demográficas de la población de Palaos, incluyen la densidad de su población como, grupo étnico, nivel de educación, salud de la población, situación económica, las afiliaciones religiosas y otros aspectos de la población.
Alrededor del 70 % de la población de Palaos en la ciudad de Koror en la Isla de Koror, es la antigua capital y capital actual de Melekeok en la isla más grande pero menos desarrolladas. En Babeldaob, la segunda isla más grande de Micronesia después de Guam.

## CIA World Factbook estadísticas demográficas
Las estadísticas demográficas según  CIA World Factbook, indica las siguientes características. 

### Población
20 279 

### Estructura por edad
Hombres: 10 027 (53 %)
Mujeres: 8 739  (47 %)
0-14 años: 27 % (hombres 2605; mujeres 2458)
15-64 años: 68 % (hombres 7006; mujeres 5814)
65 años y más: 5 % (hombres 416 y mujeres 467) (2000 est)

### Tasa de crecimiento
1,75 % (2000 est) 

### Tasa de natalidad
19.88 nacimientos / 1000 población (2000 est) 

### Tasa de mortalidad
7.35 muertes / 1000 población (2000 est) 

### Tasa de migración neta
5,01 migrantes / 1000 habitantes (2000 est) 

### Proporción de sexos
- Al nacer: 1,06 hombres / mujer
- menores de 15 años: 1,06 hombres / mujer
- 15-64 años: 1,21 hombres / mujer
- 65 años y más: 0,89 hombres / mujer

- población total: 1,15 hombres / mujer (2000 est)

### Tasa de mortalidad infantil
17,12 muertes por 1000 nacidos vivos (2000 est) 

### Esperanza de vida al nacer
- Población total: 68,59 años
- hombres: 65,47 años
- mujeres: 71,88 años (est. 2000)

### Tasa global de fecundidad
2,47 niños nacidos / mujer (2000 est) 

### Nacionalidad
Sustantivo: palao (s)
Adjetivo:palao 

### Grupos étnicos
Micronesios y melanesios de nativos malayos. También existe una pequeña población mestiza, mezcla de nativos con europeos (españoles y alemanes) y asiáticos (japoneses principalmente).

### Alfabetización
Definición: mayores de 15 años que pueden leer y escribir/población total: 92 %
hombres: 93 %
mujeres: 90 % (1980 est)
- Datos: Q3052731
- Multimedia: Demographics of Palau / Q3052731